# Lena församling, Skara stift
Lena församling är en församling i Kullings kontrakt i Skara stift. Församlingen ligger i Vårgårda kommun i Västra Götalands län. Församlingen ingår i Vårgårda pastorat.

## Administrativ historik
Församlingen har medeltida ursprung. Mellan 1992 och 2002 var församlingens namn Lena-Bergstena församling.
Församlingen var till 1962 moderförsamling i pastoratet Lena, Bergstena och Fullestad som mellan omkring 1500 och 1882 även omfattade Långareds församling. Från 1962 till 1992 var den moderförsamling i pastoratet Lena, Bergstena, Fullestad, Hol, Siene och Horla. Församlingen utökades 1992 med Bergstena församling och fick då namnet Lena-Bergstena församling med samma pastoratsomfattning som tidigare. År 2002 uppgick utökades församlingen med Fullestads församling och återfick då namnet Lena församling. Den ingår sedan dess i Vårgårda pastorat.

## Kyrkoherdar
| Ämbetstid | Namn                   | Levnadstid | Övrigt                                |
| --------- | ---------------------- | ---------- | ------------------------------------- |
| 1360      | Olavus Petri           |            | Senare munk vid Vadstena kloster.     |
| 1413      | Magnus Petri           |            |                                       |
| 1430      | Torsten                |            |                                       |
| 1430      | Lars Paulsson          |            |                                       |
| 1450      | Bellarus               |            |                                       |
| 1540–1544 | Nils                   |            |                                       |
| 1561      | Petrus Petri           |            |                                       |
| 1566      | Hans                   |            |                                       |
| 1571–1612 | Brynolfus Elavi        | –1612      |                                       |
| 1614–1618 | Arvidus Hornius        |            | Senare kyrkoherde i Borås församling. |
|           | Andreas Mattiæ         |            |                                       |
| 1630–1635 | Sveno Forsshemius      |            | Senare kyrkoherde i Hols församling.  |
| 1635–1653 | Olavus Johannis        | –1653      | Kontraktsprost.                       |
| 1655–1691 | Michael Riddelius      | 1606–1691  | Kontraktsprost.                       |
| 1692–1703 | Thore Lenberg          | 1650–1703  |                                       |
| 1705–1738 | Bengt Lithenius        | 1665–1738  |                                       |
| 1739–1775 | Jonas Alin             | 1703–1775  | Prost.                                |
| 1777–1791 | Jacob Hvalström        | 1725–1791  | Prost och riksdagsman.                |
| 1794–1805 | Olof Warholm           | 1739–1805  | Prost.                                |
| 1808–1843 | Johan Ulrik Nordahl    | 1763–1843  | Prost.                                |
| 1847–1851 | Anders Peter Warholm   | 1781–1851  |                                       |
| 1852–1872 | Johan Per Mebius       | 1802–1872  |                                       |
|           | Ivar Gottfrid Blomberg |            |                                       |

## Organister
| Period    | Namn                   | Levnadstid | Övrigt   |
| --------- | ---------------------- | ---------- | -------- |
| 1851–1875 | Johan Gustaf Liljegren | 1818–1876  | Organist |

## Kyrkor
- Lena kyrka
- Fullestads kyrka